# Strikeforce: Melendez vs. Healy
Strikeforce: Melendez vs. Healy foi um evento de artes marciais mistas planejado para ser promovido pelo Strikeforce, era esperado para ocorrer em 29 de setembro de 2012 no Power Balance Pavilion em Sacramento, California.

## Cancelamento
Em 23 de Setembro de 2012, Strikeforce anunciou que esse evento seria cancelado. Gilbert Melendez, que era esperado para defender seu título contra Pat Healy, sofreu uma lesão no joelho nos treinos que o forçou a se retirar da luta. Sem a luta pelo título no evento principal, a emissora de TV a cabo Showtime optou por não transmitir o evento de sexta-feira. O CEO do Strikeforce Scott Coker disse, "Sem uma parceria com a televisão, não podemos continuar com esse evento. Nós esperamos que Gilbert tenha uma rápida recuperação e vai trabalhar de forma diligente e rápida para remarcar os lutadores afetados por essa notícia nos próximos cards."
As lutas entre Melendez e Healy e Payan e Bravo foram remarcadas para o Strikeforce: Marquardt vs. Saffiedine em 12 de Janeiro de 2013, onde Estevan Payan derrotou Michael Bravo por nocaute técnico no segundo round. Porém, Gilbert Melendez foi substituído por Jorge Masvidal, e depois, Kurt Holobaugh entrou para a luta contra Pat Healy devido a lesões.
A luta proposta entre Nah-shon Burrell & Yuri Villefort foi remarcada para o UFC 157 e 23 de Fevereiro de 2013 após ambos lutadores assinarem com o UFC após o fim do Strikeforce em Janeiro de 2013. Burrell derrotou Villefort por decisão unânime.

## Card Cancelado
^ a: Pelo Cinturão Peso Leve do Strikeforce.

## Ligações Externas
1. ↑  a[›]